# Oliver Millar
Sir Oliver Nicholas Millar (Standon, 26 aprile 1923 – Londra, 10 maggio 2007) è stato uno storico dell'arte e curatore d'arte britannico. È stato un esperto di pittura britannica del XVII secolo e uno dei principali esperti del pittore fiammingo Antoon van Dyck.

## Biografia
Era il figlio maggiore di Gerald Millar e di sua moglie Ruth. La nonna paterna, Beatrix ("Trixie"), era la figlia dell'autore George du Maurier e la sorella di Gerald du Maurier e di Sylvia Llewelyn Davies.
Studiò alla Rugby School e al Courtauld Institute of Art presso l'Università di Londra, laureandosi in storia dell'arte. Tra i suoi insegnanti presso il Courtauld vi era il suo direttore, Anthony Blunt.
Nel 1954 sposò Delia Dawnay, figlia del tenente colonnello Cuthbert Dawnay. Ebbero quattro figli. Sua moglie morì nel 2004 per un attacco di cuore.

## Carriera
La Royal Collection è una delle più grandi e più importanti collezioni d'arte del mondo. I dipinti comprendono uno degli elementi più noti e più significativi della collezione, e sono appesi nei palazzi reali e in altre residenze, tra cui il castello di Windsor, Hampton Court, Buckingham Palace e Sandringham House.
Dopo due anni come assistente di Kenneth Clark, Millar è stato promosso a vice Surveyor nel 1949 al posto di Benedict Nicolson.
Oltre a prendersi la responsabilità di gran parte della gestione giorno per giorno della Royal Collection, Millar ha anche scritto molti cataloghi e altre opere. Ha pubblicato un libro su Thomas Gainsborough, nel 1949, e un altro su William Dobson nel 1951. Ha scritto, insieme a Margaret Whinney, English Art, 1625–1714  nel 1957. Nello stesso anno, ha selezionato 37 opere di Antoon van Dyck da esporre alla mostra invernale di arte fiamminga alla Royal Academy. Ha pubblicato un catalogo dei Tudor, Stuart e sui primi dipinti georgiani della Royal Collection nel 1963, seguito da un volume d'immagini georgiani nel 1969 e un catalogo in due volumi d'immagini vittoriane nella Royal Collection nel 1992.
Ha curato Le rimanenze e le valutazioni delle opere del Re, pubblicato nel 1972, sulla base di un inventario dei beni di Carlo I. Millar calcolò che la raccolta Carlo I è stata la migliore collezione di dipinti inglese mai realizzata, ma venne suddivisa e venduta all'asta nel 1649 dopo l'esecuzione del re. Inoltre nel 1972, Millar ha anche scritto il catalogo di una mostra di "L'età di Carlo I" presso la Tate Gallery.
Dopo 23 anni come vice, Millar successe a Anthony Blunt come geometra nel 1972. Il geometra era storicamente una posizione di part-time, sotto la supervisione generale del Lord Ciambellano dal 1625, con sede a St James Palace. Divenne il primo direttore della Royal Collection nel 1987.
Millar ha continuato a pubblicare cataloghi e altre opere. Ha pubblicato The Queen's Pictures nel 1977, un resoconto generale della Royal Collection, e ha scritto i cataloghi per mostre presso la National Portrait Gallery da Sir Peter Lely nel 1978 e "Van Dyck in Inghilterra" nel 1982, selezionando i 65 dipinti e 22 disegni per la seconda mostra. Ha scritto anche per The Burlington Magazine e altre riviste di storia dell'arte. Tra il 1962 e il 1988, è stato responsabile per l'organizzazione di 12 mostre pubbliche alla Queen's Gallery a Buckingham Palace, attirando quasi 2,5 milioni di visitatori in tutto.
È stato nominato ispettore emerito nel 1988. Ha scritto il capitolo sulla periodo inglese di Van Dyck per Van Dyck, A Complete Catalogue of the Paintings, pubblicato nel 2004.
È stato un amministratore della National Portrait Gallery (1972-1995), e membro del Comitato di revisione e di esportazione di opere d'arte (1975-1987). È stato un membro della commissione esecutiva della National Art Collections Fund (1986-1998), e un amministratore della National Heritage Memorial Fund (1988-1992). È stato anche Presidente del Patrons of British Art (1989-1997) e Presidente della Walpole Society (1998-2007).